# JWMパートナーズ
JWMパートナーズ（JWM Partners）は、ジョン・メリウェザーにより設立されたヘッジファンドである。JWMはジョン・ウィリアム・メリウェザーの頭文字から来ている。

## 設立
1998年のロングターム・キャピタル・マネジメント（LTCM）の清算後に設立。コネチカット州グリーンウッチに本部がある。LTCMの失敗からレバレッジ率を10対1としている。

## 閉鎖
2007年にはじまった世界金融危機 (2007年-)により、2007年から2009年にかけて資産の44%を失う大きなダメージを受け、2009年7月に閉鎖に追い込まれた。
ジョン・メリウェザーは、2010年に三度目のヘッジファンドとなる、JM_Advisors_Managementを立ち上げ、運営している。